# Giuseppe Giannini (voetballer)
Giuseppe Giannini (Rome, 20 augustus 1964) is een Italiaans voetbalcoach en voormalig voetballer.
Hij speelde zestien jaar voor AS Roma en was voor de Romeinse supporters het symbool van de club. Giannini kreeg de bijnaam Il Principe vanwege zijn elegante manier van voetballen. Hij was het grote idool van het latere boegbeeld van Roma, Francesco Totti.

## Clubcarrière
Giannini begon zijn carrière als talent bij Almas Roma, een kleine club uit Rome. Al snel trok hij de aandacht van de grote Italiaanse clubs, waaronder AS Roma, SS Lazio en AC Milan. Als supporter van Roma was de keuze snel gemaakt. Hij maakte zijn Serie A debuut voor Roma op 31 januari 1982, waarna hij meer dan 400 officiële wedstrijden speelde in vijftien jaar tijd. Hij was erbij toen Roma in 1983 de scudetto (landstitel) won, al kon hij dat seizoen nog niet rekenen op een basisplaats. Ook won hij drie keer de Coppa Italia en speelde hij in de UEFA Cup finale in 1991.
In 1996 verliet hij Rome voor Oostenrijk om te gaan spelen voor Sturm Graz. Het werd echter geen succes en hij keerde na een halfjaar al terug naar Italië wegens heimwee. Na een eveneens teleurstellende periode bij Napoli speelde Giannini nog een seizoen bij US Lecce, waar hij zijn carrière tevreden afsloot.

## Interlandcarrière
Giannini speelde 47 keer voor het nationale team van Italië, la squadra azzurra. Hij maakte zijn debuut tegen Malta in 1986 waarna hij het EK in 1988 en het WK in thuisland Italië in 1990 speelde. Op dat WK werd hij met Italië derde. Zijn laatste interland speelde hij tegen de Sovjet-Unie in 1991.

## Trainerscarrière
Nadat hij gestopt was met voetballen werkte Giannini als voetbal-analyticus voor de RAI. Daarna begon hij zijn carrière als trainer, bij Serie C1-club Foggia in 2003. In 2005 werd hij daar ontslagen waarna hij naar Sambenedettese vertrok, een andere Serie C1-club. Ook daar werd zijn contract voortijdig beëindigd na een jaar in dienst te zijn geweest. Ook een uitstapje naar Roemeense club FC Argeş Piteşti bleef zonder succes. In september 2007 werd hij aangesteld als nieuwe manager van Massese uit de Serie C1, hij vertrok echter alweer in februari 2008 na onenigheid met het bestuur van de club.
In juli 2008 vond hij een nieuwe club in de Serie C1, Gallipoli Calcio. In zijn eerste jaar in Salento leidde hij Gallipoli naar de eerste plaats in de competitie, waarmee promotie naar de Serie B werd afgedwongen. Een historische mijlpaal in de geschiedenis van de club.
Ondanks de financiële problemen bleef Giannini de club trouw en Gallipoli speelde een goed eerste halfjaar in de Serie B. Op 8 februari 2010, na een protest van de spelers richting het bestuur omdat ze al vier maanden geen salaris gekregen hadden, besloot Giannini op te stappen. Samen met de gehele technische staf kreeg hij zijn ontslag. Gallipoli Calcio werd enkele maanden later failliet verklaard.